# St. Edmundsbury
St. Edmundsbury es un distrito no metropolitano con el estatus de municipio, ubicado en el condado de Suffolk (Inglaterra). Tiene una superficie de 656,96 km². Según el censo de 2001, St. Edmundsbury estaba habitado por 98 193 personas y su densidad de población era de 149,465 hab/km².